# Échec scolaire
L'échec scolaire peut désigner un retard dans la scolarité, sous toutes ses formes. Il concerne davantage les enfants issus de milieux défavorisés et les garçons.
L'échec scolaire est l'un des motifs de consultation les plus fréquents en pédopsychiatrie. L'échec scolaire peut être en relation avec des troubles tels que la dyslexie, les troubles de l'attention ou la précocité intellectuelle lorsqu'elle n'est pas correctement prise en charge. Le dépistage précoce de ces troubles est essentiel pour lutter contre l'échec scolaire. Les premiers signes peuvent apparaître dès les premières années de scolarité de l'enfant.
L'échec scolaire fait l'objet de nombreux débats qui entraînent des choix politiques différents en matière de réformes de l'enseignement.

## Historique du concept
Le terme d'échec scolaire n'apparaît qu'en 1960, dans le fichier analytique de la Bibliothèque nationale. Selon Viviane Isambert-Jamati, la notion d’échec scolaire correspond à l’"explosion scolaire" des années soixante : « Non seulement le retard, mais "l’échec" devient un "problème social", puisque le niveau d’études en question est devenu nécessaire pour participer normalement à la vie sociale, en particulier professionnelle ».
Selon Francine Vaniscotte : « L’échec scolaire naît, en Europe, du heurt de logiques différentes : scolariser le plus grand nombre d’enfants, le plus longtemps possible ; satisfaire aux nécessités économiques ; sélectionner des élites ».
On estime aujourd'hui que près de 16,8 % des enfants des pays développés redoublent au moins une année durant leur scolarité,.
Actuellement, le concept d'échec scolaire est bien plus répandu que par le passé : en effet, le taux élevé de chômage, en particulier depuis la crise économique de 2008, touche plus durement les jeunes sortis du système scolaire sans diplôme, que lors de la période de plein emploi des Trente Glorieuses, qui permettait aux jeunes non diplômés de s’intégrer plus facilement dans le monde professionnel.
Ainsi, la France, durant les Trente Glorieuses, comme la majorité des pays de l'OCDE, connaît une forte croissance économique. Parallèlement, l’école connaît une forte augmentation des effectifs. La scolarité est en effet devenue obligatoire jusqu’à l’âge de 16 ans. C'est dans ce contexte que la notion d’échec scolaire fait son apparition. Ainsi, Francine Best fait émerger le concept en 1950.
Le concept d'échec scolaire s'emploie principalement pour les études primaires et secondaires.
Cependant, il commence à être utilisé récemment pour l'enseignement supérieur.

## Définitions
L'échec scolaire est une notion au croisement de plusieurs disciplines (sociologie, psychologie, pédagogie, etc.) et pôles d'intérêt (politique, économique, etc). L'échec scolaire change de définition selon les points de vue. « Échec » est un terme qui peut recouvrir des sens et degrés différents, par exemple, une sortie du système éducatif sans diplôme ou une mauvaise place au concours de l'internat de médecine.
Socialement, un élève en échec scolaire est une personne qui n'aura potentiellement pas les moyens d'évoluer d'un milieu social à un autre ou plus généralement d'une culture à une autre. De fait, l'échec peut apparaître lié à une notion de déterminisme social. On parle parfois de l'école comme un ascenseur social. L'échec scolaire, d'un point de vue sociétal, peut avoir une importance sur l'évolution des catégories socio-professionnelles d'une génération à une autre.
L'échec scolaire peut s’appréhender de différentes manières suivant les points de vue adoptés et d'autres critères. Il est important de poser clairement les tenants et les aboutissants de cette notion. On peut distinguer l'échec de l'élève de l'échec de l’enseignement, l'échec de l'école, l'échec de la famille, l'échec de la politique d'éducation et enfin l'échec personnel.
L'échec scolaire peut également être défini comme l'échec du système scolaire à fournir des services menant à la réussite de l'apprentissage des élèves.
Les coûts sociaux et économiques de l'échec scolaire sont extrêmement élevés et prennent de nombreuses formes différentes : augmentation de la criminalité, baisse des taux de croissance économique, effets intergénérationnels sur les enfants et les parents, augmentation des dépenses de santé publique, chômage élevé, cohésion sociale dégradée.

## Diagnostic
Pour conclure à des difficultés ou un échec scolaire, l'école joue un rôle essentiel :
- Repérer, détecter et prévenir : à la suite des observations réalisées par les enseignants et les parents, un dialogue doit s'instaurer entre ces deux partenaires pour réaliser un dépistage efficace. C'est le professionnel qui pose le diagnostic sur les éventuelles spécificités de l'élève.
- Comprendre et aider : l'enseignant doit savoir dissocier les tâches pour que l'élève qui se trouve en difficultés puisse mieux s'y retrouver.
- Adapter : Orientation adaptée pour le futur parcours scolaire et professionnel de l'enfant. La mise en place d'ordinateur dans le sein de la classe est essentiel pour ces élèves afin d'avoir plus d'autonomie.

## Débats
Les causes de l'échec scolaire sont multiples et font l'objet de nombreux débats.
La médicalisation de l'échec scolaire a notamment été contestée,.
Par ailleurs des études sociologiques évoquent l'histoire d'un problème public.
La pratique du redoublement préconisée par certains pour lutter contre l'échec scolaire n'est pas recommandée par d'autres, ce qui entraîne des choix politiques différents selon l'une ou l'autre position.

## Facteurs et causes

### Pathologies médicales, psychopathologies ou troubles du développement
Les troubles spécifiques des apprentissages peuvent être une des diverses causes de l'échec scolaire puisque cela amène l'enfant à subir des échecs répétitifs. Ces difficultés peuvent être persistantes ou ponctuelles, momentanées ou passagères.
Les troubles d'apprentissage : absence de troubles associés (trouble sensoriels) ou déficience intellectuelle sont notamment :
- la dyslexie : trouble spécifique durable d'analyse et de reconnaissance des mots écrits ce qui entraîne une difficulté d'apprentissage de la lecture et de l'orthographe
- la dysphasie : trouble spécifique grave du langage oral
- la dyscalculie : trouble spécifique qui affecte les activités logico-mathématiques
- la dysgraphie : trouble persistant dans la réalisation des gestes graphiques
- la dyspraxie : trouble de l'exécution des gestes (habillage, dessin...)

Par ailleurs, les TDA/H ; les TED (troubles envahissants du développement) qui regroupent les troubles sévères du développement de l'enfant, par exemple : l'autisme ; les TFC (troubles des fonctions cognitives) : ensemble des symptômes incluant les troubles de la mémoire, de la perception et des difficultés à résoudre des problèmes ; les surdoués ou précoces ; les troubles de l'anxiété, les phobies ; les troubles sensoriels : auditifs, visuels ; les troubles moteurs ; les maladies chroniques par exemple : la dépression ; ainsi que les troubles du sommeil contribuent également à l'échec scolaire.

### Causes culturelles ou socio-économiques
En France, l'échec est inégalement réparti dans les classes sociales : les élèves de milieux défavorisés rencontrent plus de difficultés dans leur scolarité. Ces élèves redoublent plus souvent et quittent parfois l'école sans diplôme (brevet ou baccalauréat).
Différentes études montrent que les enfants d'ouvriers non qualifiés présentent deux fois plus de risques que les enfants d'employés de quitter l'école sans qualification. Un tiers des enfants de parents inactifs sortent du système scolaire sans qualification et 2/3 des enfants quittant l'école sans qualification ont pour parents des ouvriers, des personnels de service ou des personnes inactives. 84 % de ces enfants appartiennent à des familles où ni le père, ni la mère n'ont de diplôme plus élevé que le CAP ou le brevet des collèges.
Dans la plupart des pays de l'OCDE, les élèves issus de l'immigration ont tendance à avoir des résultats scolaires plus faibles que les élèves autochtones. Néanmoins, il existe de grandes disparités entre les communautés d'origine. Ainsi, en France, les enfants issus de l'immigration maghrébine réussissent statistiquement nettement moins bien que la moyenne, les garçons ayant de beaucoup plus mauvais résultats que les filles. Inversement pour les Asiatiques originaires du Viêt Nam qui, selon Jean-Paul Brighelli, « réussissent souvent brillamment ».
Dans les pays arabes en développement rapide, les élèves vivant dans une famille monoparentale sont plus susceptibles d'être en échec scolaire.

### Différences entre filles et garçons
Le temps passé à regarder la télévision, jouer à des jeux vidéo et à surfer sur Internet est inversement proportionnel aux bonnes performances scolaires. D'après une étude réalisée en Californie, 43,8 % des élèves qui rencontrent des difficultés à l'école passent la majeure partie de leur temps libre à s'adonner à de telles activités. Ce facteur pourrait expliquer que l'échec scolaire est plus important chez les garçons, comme le montrent les chiffres pour la France donnés par Jean-Louis Auduc : trois-quarts des élèves de SEGPA sont des garçons, les classes relais sont composées de 80 % de garçons, la réussite au baccalauréat est de 57 % pour les garçons contre 71 % pour les filles, l'obtention d'un diplôme supérieur (Bac + 2) est de 37 % pour les garçons, 50,2 % pour les filles.
Le pédopsychiatre Stéphane Clerget avance d'autres facteurs, notamment la mixité dans les classes qui aurait renforcé les stéréotypes masculins chez les garçons d'origine populaire qui les desservent socialement, absence de père qui s'occupe moins de leurs devoirs, féminisation du corps enseignant qui privilégie les activités « plus calmes » de type lecture et écriture pour les filles, et note plus sévèrement des mauvaises copies lorsqu'il sait qu’elles sont l’œuvre de garçons. Une autre explication donnée est que les garçons sont davantage dispensés des tâches ménagères domestiques, ce qui inciterait les filles à voir l'école comme un milieu de valorisation alors que les garçons la perçoivent comme un lieu de contrainte.
Enfin, la différence de puberté entre filles et garçons, extrêmement variable sur le plan individuel, mais de l'ordre de deux ans à l'échelle globale, a des conséquences scolaires considérables. Elle pèse certes sur l'orientation des filles au collège, mais moins que les comportements perturbateurs qui touchent alors le plus les garçons (en lien avec les stéréotypes). Elle pèse surtout sur l'orientation des garçons au lycée, puisqu'ils finissent pour la plupart leur croissance au moment où il faut constituer les dossiers scolaires. Les filles quant à elles peuvent alors pleinement s'appuyer sur leurs capacités, puisqu'elles ont passé ce cap. Cette différence de période de puberté reste cependant trop peu étudiée et n'est pas évoquée dans les communications de l’Éducation nationale.

### Facteurs alimentaires
Une étude met en exergue d'une part qu'une alimentation insuffisante, notamment au petit déjeuner, et d'autre part qu'une anémie consécutive à une carence en fer, ont un impact négatif sur les résultats scolaires des enfants. En effet, des suppléments en fer améliorent les performances, de même que les programmes de petits déjeuners scolaires mis en place aux États-Unis,. L'obésité est associée à un risque accru de mauvais résultats scolaires.

### Causes psychoaffectives
L'environnement affectif peut jouer un rôle très important. Des événements familiaux comme le divorce des parents ou le décès d'un membre de la famille peuvent affecter les résultats scolaires de l'élève.
Le désintérêt des parents pour la scolarité de leur enfant est un facteur très important dans l'apparition de difficultés scolaires.
Le style parental démocratique est lié à un taux d'échec scolaire moindre que les autres styles parentaux.
Par ailleurs, selon la théorie psychanalytique, l'échec scolaire constituerait un symptôme porteur d'un message à décrypter.

### Causes génétiques
La recherche a montré que les gènes jouent un rôle important dans la réussite scolaire. Selon Guillaume Jacquot, journaliste pour Public Sénat, cette théorie scientifique faisant le lien entre patrimoine génétique et résultats scolaires serait controversée. Selon une étude portant sur 12 632 jumeaux au Royaume-Uni et parue dans la revue Nature en 2015, les différences de résultats scolaires dans toutes les matières sont hautement héréditaires. Selon cette étude, environ 60 % des différences de résultats au bac britannique peuvent s’expliquer par des facteurs génétiques. Autrement dit, l’environnemental familial et culturel ne seraient pas les premiers facteurs. Des chercheurs ont décrié les recherches statistiques faisant un lien entre patrimoine génétique et résultats scolaires, parlant d'un usage dévoyé de la notion scientifique d’héritabilité.

### Consommation de drogues
La consommation régulière de cannabis entraîne souvent un risque majeur d'échec scolaire.

## Conséquences psychologiques
L'échec scolaire a des conséquences sur l'équilibre de l'enfant, il peut entraîner une dépression avec une impuissance à exister dans l'environnement familial et une impossibilité à affronter les exigences de la vie sociale et scolaire ou à supporter les frustrations, peu de participation dans la vie quotidienne. L'enfant est décrit comme passif, inquiet, sujet aux troubles du sommeil. L'estime de soi est bouleversée avec une image de soi négative et une diminution de l'estime de soi pouvant amener à une exclusion sociale.
Enfin le stress ou l'anxiété : se caractérise par divers troubles et manifestations psychosomatiques (mal de ventre, vomissement, bégaiement, fatigue...).

## Conséquences sociales
Quitter le système scolaire sans qualification ou diplôme peut être une des conséquences de l'échec scolaire.
En France, environ 140 000 jeunes quittent chaque année le système éducatif sans diplôme équivalent au baccalauréat.

## Prise en charge
L'échec scolaire est l'un des motifs de consultation les plus fréquents en pédopsychiatrie.
Les difficultés scolaires pouvant avoir des origines très diverses, de nombreux professionnels du monde médical, paramédical ou autre peuvent être amenés à travailler auprès des élèves pour les aider, notamment :
- le pédiatre qui surveille le développement psychomoteur, le comportement et rencontre régulièrement l'enfant et sa famille. Il a une place indispensable pour détecter d’éventuels troubles du développement, des apprentissages ou psychoaffectifs ;
- le neuropédiatre : consulté lors d'une suspicion de retard mental ou neurologique ;
- le pédopsychiatre qui examine la vie de l'enfant en échec et les principales étapes de son développement (affectif, comportemental et cognitif) ;
- le médecin scolaire qui identifie les élèves en difficultés ;
- l'orthophoniste : spécialiste du langage et de ses troubles, il a un rôle essentiel de prévention, de dépistage et de rééducation de toutes les pathologies du langage ;
- le psychologue qui intervient dans diverses situations selon différents statuts : psychologue clinicien, psychothérapeute, neuropsychologue, psychologue scolaire ;
- enfin l'enseignant spécialisé : il assure ses fonctions auprès des élèves qui ont besoin d'une pédagogie adaptée à leurs difficultés.

## Lutte contre l'échec scolaire
Il existe différentes approches de lutte contre l'échec scolaire. En Europe, des systèmes de coaching scolaire et de cours particuliers sont mis en place pour aider les élèves en difficulté. Plus vite l'échec scolaire est dépisté par des professionnels, mieux l'enfant va pouvoir être accompagné et aidé.

En France, certains auteurs préconisent qu'avant toute décision de redoublement, un bilan pluridisciplinaire pédagogique, et si nécessaire médical et neuropsychologique, puisse être établi ; de même, une aide personnalisée doit être proposée à tout élève en difficulté. Ils ajoutent qu'il faut cesser de considérer l'échec scolaire comme une faute morale. Ils proposent un ensemble de recommandations :
1. Instaurer dans chacun des IUFM un module d'enseignement général pluridisciplinaire sur l'échec scolaire intégrant la sociologie mais aussi la psychologie, la neuropsychologie et la psychiatrie
2. S'inspirer du modèle canadien ou belge de l'orthopédagogie
3. Rompre avec l'élitisme et le monolithisme de l'éducation nationale
4. Donner à la médecine scolaire et à la médecine générale un rôle de premier plan dans la prévention de l'échec scolaire
5. Cesser de jeter un voile pudique sur la compétence pédagogique[précision nécessaire]
6. Rompre avec le monoïdéisme du « tout familial »[précision nécessaire]
7. Lutter contre la violence scolaire en améliorant la surveillance et la protection des enfants
8. Ne plus soumettre financièrement les ZEP à la portion symbolique[incompréhensible]
9. Lutter contre la (grande) pauvreté[43]

### En France
Le ministère souligne l'importance d'un suivi plus soutenu des élèves en difficultés et l’adaptation des travaux à leurs difficultés. A ce titre, des plans d'accompagnement sont mis en place.

#### Programme personnalisé de réussite éducatif (PPRE)
En France le PPRE, programme personnalisé de réussite éducatif, est élaboré et rédigé par l’enseignant pour des élèves éprouvant des difficultés d’apprentissages ciblées qui pourraient l’empêcher de maîtriser le socle commun. Il est effectué sur le temps de cours sans changement d’emploi du temps, ce qui est un avantage pour l’élève mais qui demande une certaine adaptation à l’équipe enseignante. Le PPRE peut concerner aussi bien un enfant du premier que du second degré.

#### Plan d’accompagnement personnalisé (PAP)
En France le PAP, plan d’accompagnement personnalisé, est un programme concernant les élèves ayant des difficultés scolaires durables dont l’origine serait un ou plusieurs troubles des apprentissages. À tout moment de la scolarité de l’enfant, le conseil d’enseignants peut décider la mise en place de ce programme où des aménagements seront réalisés pour un meilleur parcours scolaire répondant aux objectifs fixés. Cela vise l’autonomie de l’élève par un suivi continu qui peut le suivre sur plusieurs années.